# Санта-Роса-де-Кабаль
Са́нта-Ро́са-де-Каба́ль (ісп. Santa Rosa de Cabal) — місто на заході Колумбії, на західному схилі Центральної Кордильєри, в департаменті Рисаральда.
Населення — 57399 осіб (2007; 43,0 тис. в 1974, 38,5 тис. в 1985, 45,2 тис. в 1993, 54,4 тис. в 2005, 56,9 тис. в 2006).
Зв'язаний автошляхами з містами Перейра та Манісалес. Залізнична станція.
Торговельний центр сільськогосподарського району (кава, тваринництво). Поблизу міста — розробки золота та срібла.
| Колумбія | Це незавершена стаття з географії Колумбії. Ви можете допомогти проєкту, виправивши або дописавши її. |